# Christian Dusch
Christian Dusch (* 17. November 1978 in Kehl) ist ein deutscher Verwaltungsjurist und Politiker (CDU). Seit 2021 ist er Landrat des Landkreises Rastatt.

## Leben
Christian Dusch wuchs im Rheinauer Stadtteil Freistett auf. Sein Abitur legte er an der Heimschule Lender in Sasbach bei Achern ab. Nach dem Zivildienst studierte er Rechtswissenschaften, Internationales, Ausländisches und Europäisches Recht sowie Philosophie an der Albert-Ludwigs-Universität Freiburg. 2005 beendete er sein Jurastudium mit dem Ersten Staatsexamen. Das Philosophiestudium schloss er 2011 mit der Promotion zum Dr. phil. ab. Von 2009 bis 2011 absolvierte er sein Rechtsreferendariat am Landgericht Offenburg und beendete dieses mit dem Zweiten Staatsexamen. Parallel dazu absolvierte er von 2010 bis 2011 ein verwaltungswissenschaftliches Magisterstudium an der Deutschen Universität für Verwaltungswissenschaften Speyer. Von 2011 bis 2013 arbeitete Dusch als Finanzbeamter im Finanzamt Rastatt. 2013 war er kurzzeitig Referent im Ministerium für Finanzen und Wirtschaft Baden-Württemberg. Von 2013 bis 2016 war er Dezernent für Bau und Umwelt im Landratsamt Breisgau-Hochschwarzwald. Von 2014 bis 2018 war Dusch zugleich nebenamtlich Betriebsleiter des Eigenbetriebs Abfallwirtschaft des Landkreises Breisgau-Hochschwarzwald. Zwischen 2016 und 2019 lehrte Dusch als Professor hauptamtlich an der Hochschule für öffentliche Verwaltung Kehl. Von 2019 bis 2021 war er Verbandsdirektor des Regionalverbands Südlicher Oberrhein. Daneben lehrt Dusch seit 2019 zunächst als Lehrbeauftragter und seit 2022 als Honorarprofessor an der Hochschule für öffentliche Verwaltung Kehl hauptsächlich Kommunal-, Bau- und Bodenschutzrecht.
Dusch lebt in einer festen Beziehung und hat einen Sohn.

## Politik
Dusch ist Mitglied der CDU. Er war von 2004 bis 2018 Mitglied im Gemeinderat der Stadt Rheinau und von 2009 bis 2020 Mitglied im Kreistag des Ortenaukreises.
Am 12. Oktober 2021 wurde Dusch vom Kreistag des Landkreises Rastatt mit 31 von 59 Stimmen im ersten Wahlgang zum Landrat gewählt. Er trat sein Amt am 1. Dezember 2021 an.
Durch seine hauptberufliche Funktion hat er zudem u. a. folgende weitere Funktionen inne:
- Vorsitzender des Aufsichtsrat der Klinikum Mittelbaden gGmbH (im jährlichen Wechsel mit dem OB der Stadt Baden-Baden)
- Vorsitzender der Wirtschaftsregion Mittelbaden  (im jährlichen Wechsel mit dem OB der Stadt Baden-Baden)
- Vorsitzender des Naturparks Schwarzwald Mitte/Nord
- Vorsitzender des Landschaftserhaltungsverband Rastatt
- Präsident der Josef-Saier-Stiftung
- Mitglied im Aufsichtsrat des Karlsruher Verkehrsverbunds
- Mitglied im Aufsichtsrat der Technologie Region Karlsruhe GmbH
- Mitglied im Vorstand des Eurodistrikts PAMINA
- Mitglied im Vorstand der Karlsruher Kulturregion
- Mitglied im Rechts- und Verfassungsausschuss des Landkreistags Baden-Württemberg

## Ehrenamt
Christian Dusch war von 1994 bis 2009 Fußballschiedsrichter, davon 10 Jahre bis zur Verbandsliga Südbaden. Von 2015 bis 2022 war er Mitglied im Verbandsvorstand und im Präsidium des Südbadischen Fußballverbandes. Zudem war er zeitweise Vorsitzender der Spielkommission der Oberliga Baden-Württemberg sowie Mitglied im DFB-Spielausschuss.